# Schweizer Fussball-Regionalcups 2015/16
Die 13 regionalen Fussballverbände der Schweiz, die dem Schweizerischen Fussballverband (SFV) angegliedert sind tragen jährlich einen jeweils regionalen Cupwettbewerb aus. Teilnahmeberechtigt sind theoretisch alle Vereine von der sechstklassigen 2. Liga bis hin zur 5. Liga, der neunten und untersten Liga im Schweizerischen Spielbetrieb, es darf jedoch nur maximal ein Team eines Vereins teilnehmen. Im Walliser Fussballverband nahmen auch die Teams aus der fünftklassigen 2. Liga interregional teil.
Die 13 Sieger der Cups sind dabei für die 1. Hauptrunde des Schweizer Cups qualifiziert. Gewinnt eine 2. Mannschaft eines Vereins den regionalen Cup, so geht das Startrecht für den Schweizer Cup an die 1. Mannschaft über. Die drei grössten Verbände, der Fussballverband Bern/Jura, Fussballverband Region Zürich und der Ostschweizer Fussballverband entsenden zwei Teams in die 1. Hauptrunde. Aus dem Fussballverband Bern/Jura ist je nach Konstellation zusätzlich der Finalist oder wenn der Sieger im Halbfinal aus dem Untergeordneten Fussballverband Jura ist qualifiziert, dieses Mal ist es der Finalist FC Zollbrück. Aus dem Fussballverband Region Zürich nimmt der Sieger der Fairplay-Wertung zusätzlich teil, dieses Jahr der SC Veltheim. Im Ostschweizer Fussballverband ist zusätzlich der Finalist qualifiziert.
In der Spielzeit 2015/16 wurden so die regionalen Cupsieger und Teilnehmer des Schweizer Cups der Saison 2016/17 erkoren (16 Teams).
| Regionale Cupfinals der Saison 2015/16 | Regionale Cupfinals der Saison 2015/16      | Regionale Cupfinals der Saison 2015/16 | Regionale Cupfinals der Saison 2015/16 | Regionale Cupfinals der Saison 2015/16 | Regionale Cupfinals der Saison 2015/16 |                 |
| Datum                                  | Verband                                     | Austragungsort                         | Heimmannschaft                         | Ergebnis                               | Gastmannschaft                         |                 |
| -------------------------------------- | ------------------------------------------- | -------------------------------------- | -------------------------------------- | -------------------------------------- | -------------------------------------- | --------------- |
| 05.05.2016                             | Aargauischer Fussballverband                | Lenzburg                               | FC Klingnau (2. L)                     | 2:1                                    | FC Eagles Aarau (2. L)                 |                 |
| 19.06.2016                             | Fussballverband Bern/Jura                   | La Neuveville                          | FC Zollbrück (3. L)                    | 2:3                                    | FC Wabern (2. L)                       |                 |
| 26.05.2016                             | Innerschweizerischer Fussballverband        | Muotathal                              | FC Muotathal (3. L)                    | 2:4                                    | FC Gunzwil (2. L)                      |                 |
| 16.06.2016                             | Fussballverband Nordwestschweiz             | Sissach                                | FC Bubendorf (2. L)                    | 4:2                                    | BSC Old Boys 2 (2. L)                  |                 |
| 05.05.2016                             | Ostschweizer Fussballverband                | Weinfelden                             | FC Bazenheid (2. L)                    | 0:4                                    | AS Calcio Kreuzlingen (2. L)           |                 |
| 05.05.2016                             | Solothurner Fussballverband                 | Solothurn                              | FC Iliria (2. L)                       | 2:2 n. V. 6:4 i. E.                    | SC Fulenbach (2. L)                    |                 |
| 25.06.2016                             | Fussballverband Region Zürich               | Kloten                                 | SV Rümlang (3. L)                      | 1:1 n. V. 8:7 i. E.                    | FC Bassersdorf (2. L)                  |                 |
| 25.06.2016                             | Fussballverband Region Zürich               | Kloten                                 |                                        | SC Veltheim (2. L)                     | Fairplay-Sieger                        | Fairplay-Sieger |
| 31.05.2016                             | Federazione ticinese di calcio              | Taverne                                | US Arbedo (3. L)                       | 3:2                                    | SC Balerna (2. L)                      |                 |
| 25.05.2016                             | Freiburger Fussballverband                  | Murten                                 | CS Romontois (2. L)                    | 5:1                                    | FC Gumefens/Sorens (2. L)              |                 |
| 03.06.2016                             | Association cantonale genevoise de football | Genf                                   | FC Aïre-le-Lignon (2. L)               | 0:1                                    | FC Vernier (2. L)                      |                 |
| 01.06.2016                             | Association neuchâteloise de football       | Neuchâtel                              | FC Marin-Sports (3. L)                 | 1:1 n. V. 6:7 i. E.                    | FC Ticino (2. L)                       |                 |
| 15.05.2016                             | Association cantonale vaudoise de football  | Cossonay                               | FC Genolier-Begnins (2. L)             | 3:2 n. V. 1:1                          | AF LUC-Dorigny (2. L)                  |                 |
| 04.05.2016                             | Walliser Fussballverband                    | Fully                                  | FC Fully (3. L)                        | 0:2                                    | FC Conthey (2. LI)                     |                 |

| Kennzeichnung der Ligen | Kennzeichnung der Ligen               |
| ----------------------- | ------------------------------------- |
| (2. LI)                 | 2. Liga interregional (Spielklasse 5) |
| (2. L)                  | 2. Liga (Spielklasse 6)               |
| (3. L)                  | 3. Liga (Spielklasse 7)               |
| (4. L)                  | 4. Liga (Spielklasse 8)               |
| (5. L)                  | 5. Liga (Spielklasse 9)               |